# سیارک ۴۴۷۴
سیارک ۴۴۷۴ (به انگلیسی: 4474 Proust، نامگذاری:1981QZ2) چهار هزار و چهارصد و هفتاد و چهارمین سیارک کشف شده‌است که در ۲۴ اوت ۱۹۸۱ کشف شد.
قدر مطلق سیارک برابر ۱۲٫۴۰ است.